# 709
Раннє Середньовіччя. Триває чума Юстиніана. У Східній Римській імперії продовжується правління Юстиніана II. Більшу частину території Італії займає Лангобардське королівство, деякі області належать Візантії. Франкське королівство розділене між правителями з династії Меровінгів. Іберію займає Вестготське королівство. В Англії триває період гептархії. Авари та слов'яни утвердилися на Балканах. Центр Аварського каганату лежить у Паннонії. Існують слов'янські держави: Карантанія та Перше Болгарське царство.
Омеядський халіфат займає Аравійський півострів, Сирію, Палестину, Персію, Єгипет, Північну Африку. У Китаї править династія Тан. Індія роздроблена. В Японії триває період Ямато. Хазарський каганат підпорядкував собі кочові народи на великій степовій території між Азовським морем та Аралом. Відновився Тюркський каганат.
На території лісостепової України в VIII столітті виділяють пеньківську й корчацьку археологічні культури. У VIII столітті продовжилося швидке розселення слов'ян. У Північному Причорномор'ї співіснують різні кочові племена, зокрема булгари, хозари, алани, авари, тюрки, кримські готи.

## Події
- Візантія здала арабам останнє своє місто Сеута в Північній Африці. Візантійський правитель міста запропонував арабам допомогу в нападі на Вестготське королівство.
- Арабські війська вчинили напад на візантійську Ісаврію.
- Арабський полководець Кутайба бін Муслім оволодів Бухарою.
- Візантійський імператор Юстиніан II послав війська в Равенну проти архиєпископа Фелікса, який заявив про свою незалежність від Папи Римського. Фелікса привезли в Константинополь, а потім відправили у вигнання в Херсонес Таврійський.
- Франкський мажордом Піпін Герістальський розпочав війну проти алеманів, що триватиме до 712.